# Campionat d'Europa d'escacs per equips

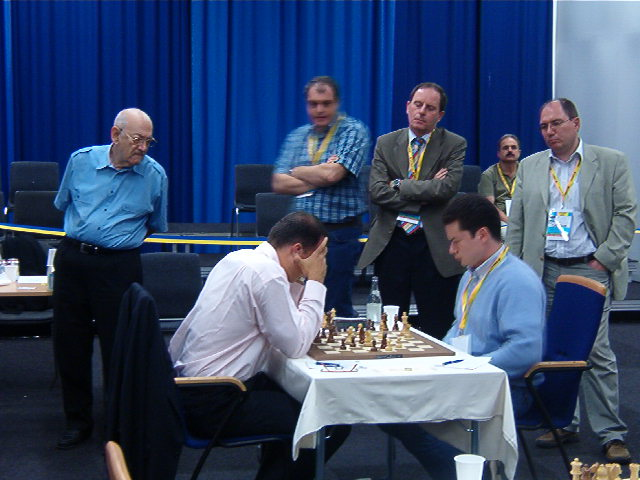
Göteborg 2005: Ivan Sokolov (Països Baixos) (esquerra) juga contra Joel Lautier (França) (dreta) mentre Víktor Kortxnoi (en segon terme, a l'esquerra) s'ho mira.

El Campionat d'Europa d'escacs per equips (de vegades abreujat als textos i bases de dades amb l'acrònim ETCh) és un torneig d'escacs internacional per equips, al qual hi poden participar les seleccions les federacions de les quals estan localitzades a les zones 1.1 a 1.9, que coincideixen més o menys amb la definició més àmplia d'Europa feta servir per altres esdeveniments com el Festival de la Cançó d'Eurovisió i inclou Israel, Rússia i les antigues repúbliques de la Unió Soviètica. La competició és organitzada per la Federació Internacional d'Escacs (FIDE).

## Història del campionat
La idea fou concebuda a principis dels anys 1950, quan els organitzadors de torneigs d'escacs es varen adonar que calia un altre esdeveniment internacional per equips. En conseqüència, hom va dissenyar un campionat masculí que se celebraria cada quatre anys, amb la intenció d'emplenar els buits entre les Olimpíades d'escacs. En els darrers anys, el campionat ha crescut en importància i popularitat, i ha assolit molt de prestigi.
La primera final del campionat es va celebrar a Viena i Baden bei Wien del 22 d'agost al 28 d'agost de 1957. Va ser un doble round-robin i hi va haver una notable sorpresa quan es va produir la victòria de l'equip de Iugoslàvia sobre el poderós equip de l'URSS en el segon matx.
Durant els següents vint anys, els campionats se celebraren en intervals de quatre anys, tot i que el de Kapfenberg es va endarrerir un any. Des de 1977, els torneigs s'han anat celebrant en cicles d'aproximadament tres anys en funció del calendari. A partir de 1997 el cicle s'ha establert en dos anys. Un campionat femení, seguint el mateix cicle i seu que el masculí, es va establir a partir de Debrecen el 1992.

## Format del campionat

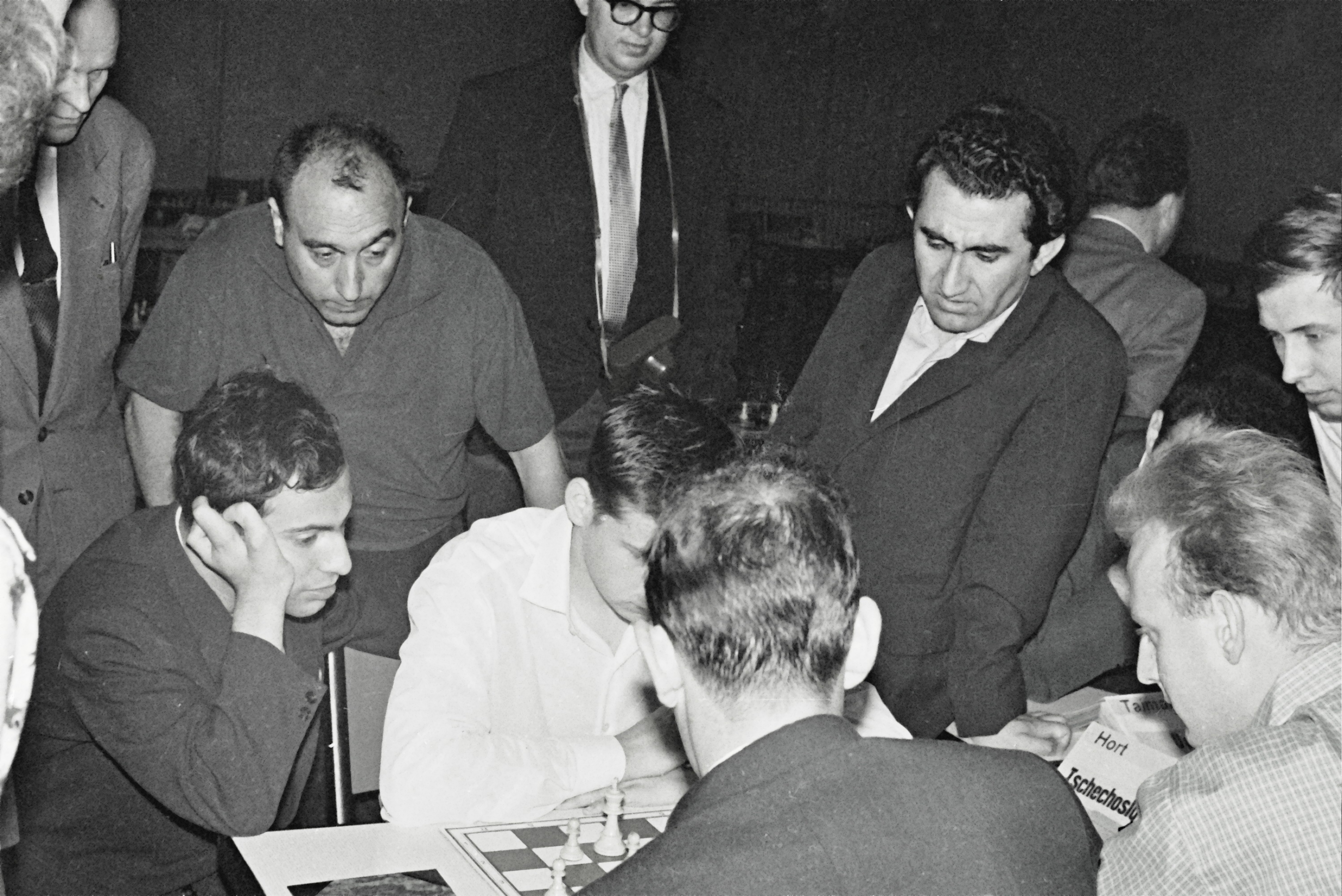
Oberhausen 1961: els exCampions del món Mikhaïl Tal (assegut a l'esquerra) i Tigran Petrossian (dempeus, a la dreta) observen l'anàlisi d'una partida.

El format del campionat s'ha anat alterant des dels primers anys, per tal de permetre la participació d'un nombre creixent d'equips. En el primer campionat, només hi havia quatre places per a les finals, i per tant, alguns dels equips favorits no s'hi van classificar en les rondes preliminars. El 1973, a Bath, la competició havia augmentat els participants al doble hi havia 24 equips a les rondes preliminars, competint per vuit places a les finals. En canvi, en el mateix període, el nombre de taulers per equip es va reduir 10 a 8, per a reduir costos tant per l'organització com per a les federacions participants.
Des del 2000, el format ha canviat totalment, i està actualment basat en un sistema suís a 9 rondes, seguint el mateix model de l'Olimpíada, amb un torneig per als equips masculins i un altre per als femenins. A Göteborg el 2005, la competició masculina va tenir 40 equips (inclosos Suècia B i Suècia C) i la competició femenina, 26 equips (inclosa Suècia B). Cada ronda es disputava a 4 taulers, i els equips incloïen un suplent.
Tot i que històricament, els equips jugaven per obtenir el trofeu de la Copa d'Europa, actualment el format implica l'obtenció de medalles, com a les olimpíades. S'entreguen per tant medalles d'or, argent, i bronze als tres millors equips, i també medalles individuals per a la millor actuació en cada tauler.
A Plòvdiv 2003 es va introduir una important modificació pel que fa al còmput de la puntuació. Anteriorment, es feia servir la puntuació olímpica (computant els punts de cada partida), però a partir d'aquest campionat, es va començar a computar el resultat del matx (comptabilitzant igualment els punts de les partides a efectes de desempats).

## Taula d'equips guanyadors
| Data                               | Seu[1]     | Equip campió[2]       | Segon lloc        | Tercer lloc           |
| ---------------------------------- | ---------- | --------------------- | ----------------- | --------------------- |
| 22-28 agost 1957                   | Viena      | Unió Soviètica (41)   | Iugoslàvia (34)   | Txecoslovàquia (24,5) |
| 20 juny- 2 juliol 1961             | Oberhausen | Unió Soviètica (74,5) | Iugoslàvia (58,5) | Hongria (53)          |
| 5-17 juny 1965                     | Hamburg    | Unió Soviètica (66)   | Iugoslàvia (57)   | Hongria (57)          |
| 9-18 maig 1970                     | Kapfenberg | Unió Soviètica (52,5) | Hongria (41)      | RDA (39,5)            |
| 6-14 juliol 1973                   | Bath       | Unió Soviètica (40,5) | Iugoslàvia (34)   | Hongria (33)          |
| 13-24 abril 1977                   | Moscou     | Unió Soviètica (41,5) | Hongria (31)      | Iugoslàvia (30)       |
| 19-27 gener 1980                   | Skara      | Unió Soviètica (36,5) | Hongria (29)      | Anglaterra (28,5)     |
| 23 juny - 3 juliol 1983            | Plòvdiv    | Unió Soviètica (38)   | Iugoslàvia (33)   | Hongria (31)          |
| 23 novembre - 3 gener 1989         | Haifa      | Unió Soviètica (36)   | Iugoslàvia (33)   | RFA (31,5)            |
| 20-30 novembre 1992                | Debrecen   | Rússia (25)           | Ucraïna (22,5)    | Anglaterra (21,5)     |
| 5-15 maig 1997                     | Pula       | Anglaterra (22,5)     | Rússia (22,5)     | Armènia (22)          |
| 27 novembre - 8 dicembre 1999      | Batumi     | Armènia (22,5)        | Hongria (22)      | Alemanya (21)         |
| 5-16 novembre 2001[3]              | Lleó       | Països Baixos (24,5)  | França (23)       | Alemanya (22)         |
| 11-20 octubre 2003[4][5]           | Plòvdiv    | Rússia (17)           | Israel (15)       | Geòrgia (13)          |
| 30 juliol - 7 agost 2005[6]        | Göteborg   | Països Baixos (15)    | Israel (14)       | França (13)           |
| 27 octubre - 7 novembre 2007[7][8] | Creta      | Rússia (17)           | Armènia (14)      | Azerbaidjan (13)      |
| 21-31 octubre 2009[9][10][11][12]  | Novi Sad   | Azerbaidjan (15)      | Rússia (14)       | Ucraïna (13)          |
| 3-11 novembre 2011[13]             | Sithonia   | Alemanya (15)         | Azerbaidjan (14)  | Hongria (13)          |
| 7-18 novembre 2013[14]             | Varsòvia   | Azerbaidjan (14)      | França (13)       | Rússia (13)           |
| 13-22 novembre 2015[15][16]        | Reykjavík  | Rússia (15)           | Armènia (13)      | França (13)           |

### Equips guanyadors del torneig femení
| Data                               | Seu       | Equip campió      | Segon lloc      | Tercer lloc        |
| ---------------------------------- | --------- | ----------------- | --------------- | ------------------ |
| 20-30 novembre 1992                | Debrecen  | Ucraïna (13,5)    | Geòrgia (13)    | Azerbaidjan (12,5) |
| 5-15 maig 1997                     | Pula      | Geòrgia (13)      | Romania (12)    | Anglaterra (12)    |
| 27 novembre - 8 desembre 1999      | Batumi    | Eslovàquia (12,5) | Iugoslàvia (12) | Romania (12)       |
| 5-16 novembre 2001[3]              | Lleó      | França (12,5      | Moldàvia (12)   | Anglaterra (12)    |
| 11-20 octubre 2003[4][5]           | Plòvdiv   | Armènia (14)      | Hongria (14)    | Rússia (13)        |
| 30 juliol - 7 agost 2005[6]        | Göteborg  | Polònia (15)      | Geòrgia (14)    | Rússia (12)        |
| 27 octubre - 7 novembre 2007[7][8] | Creta     | Rússia (17)       | Polònia (13)    | Armènia (13)       |
| 21-31 octubre 2009[9][11]          | Novi Sad  | Rússia (16)       | Geòrgia (16)    | Ucraïna (12)       |
| 3-11 novembre 2011[13]             | Sithonia  | Rússia (15)       | Polònia (13)    | Ucraïna (12)       |
| 7-18 novembre 2013[14][17]         | Varsòvia  | Ucraïna (15)      | Rússia (14)     | Polònia (14)       |
| 13-22 novembre 2015[15]            | Reykjavík | Rússia (17)       | Ucraïna (15)    | Geòrgia (14)       |

## Composició dels equips guanyadors

### Equips masculins
| Any  | Lloc                    | Or | Argent | Bronze |
| 1957 | Àustria Viena           | Unió Soviètica · Paul Keres · David Bronstein · Mikhaïl Tal · Borís Spasski · Tigran Petrossian · Vassili Smislov · Mark Taimanov · Víktor Kortxnoi · Aleksandr Tóluix · Issaak Boleslavski · Iuri Averbakh · Lev Aronin             | Iugoslàvia · Svetozar Gligorić · Aleksandar Matanovic · Borislav Ivkov · Petar Trifunovic · Andrija Fuderer · Nikola Karaklajic · Srecko Nedeljkovic · Borislav Milic · Mario Bertok · Braslav Rabar · Bozidar Durasevic · Tomislav Rakic | Txecoslovàquia · Miroslav Filip · Ludek Pachman · Ladislav Alster · František Zíta · Julius Kozma · Jan Sefc · Jiri Fichtl · Frantisek Pithart · Josef Rejfir · Jaroslav Jezek · Frantisek Blatny · Maximilian Ujtelky |
| 1961 | RFA Oberhausen          | Unió Soviètica · Mikhaïl Botvínnik · Mikhaïl Tal · Paul Keres · Tigran Petrossian · Vassili Smislov · Víktor Kortxnoi · Iefim Hèl·ler · Mark Taimanov · Lev Polugaievski · Semen Furman · Aleksandr Tóluix · Vladímir Baguírov       | Iugoslàvia · Svetozar Gligorić · Petar Trifunovic · Aleksandar Matanovic · Mario Bertok · Milan Matulović · Mijo Udovcic · Dragoljub Ciric · Borislav Milic · Srecko Nedeljkovic · Dragoljub Minic · Dražen Marović · Bozidar Durasevic   | Hongria · László Szabó · Lajos Portisch · Gedeon Barcza · István Bilek · Tibor Florian · Karol Honfi · Ervin Haag · Jozsef Pogats · Gyozo Forintos · Levente Lengyel · Jozsef Szily · Laszlo Navarovszky               |
| 1965 | RFA Hamburg             | Unió Soviètica · Tigran Petrossian · Mikhaïl Botvínnik · Víktor Kortxnoi · Vassili Smislov · David Bronstein · Leonid Stein · Mark Taimanov · Iuri Averbakh · Nikolai Kroguius · Issaak Boleslavski · Anatoli Lein · Anatoli Lútikov | Iugoslàvia · Borislav Ivkov · Svetozar Gligorić · Aleksandar Matanovic · Milan Matulović · Bruno Parma · Petar Trifunovic · Mato Damjanovic · Mijo Udovcic · Dragoljub Ciric · Dragoljub Minic · Dražen Marović · Ivan Buljovcic          | Hongria · Lajos Portisch · László Szabó · István Bilek · Levente Lengyel · Gedeon Barcza · Gyozo Forintos · Karol Honfi · Peter Dely · Janos Flesch · Gyula Kluger · Joszef Pogats · Laszlo Navarovszky                |
| 1970 | Àustria Kapfenberg      | Unió Soviètica · Tigran Petrossian · Víktor Kortxnoi · Lev Polugaievski · Iefim Hèl·ler · Vassili Smislov · Mark Taimanov · Mikhaïl Tal · Paul Keres · Leonid Stein · Ratmir Khólmov · Iuri Balaixov · Aivars Gipslis                | Hongria · Lajos Portisch · Levente Lengyel · László Szabó · Gedeon Barcza · Laszlo Barczay · István Bilek · Peter Dely · István Csom · Gyozo Forintos · Karol Honfi · Andras Adorjan · Ervin Haag                                         | RDA · Wolfgang Uhlmann · Burkhard Malich · Reinhart Fuchs · Arthur Hennings · Heinz Liebert · Lothar Zinn · Friedrich Baumbach · Lutz Espig · Werner Golz · Lothar Vogt · Manfred Schoneburg · Detlef Neukirch         |
| 1973 | Anglaterra Bath         | Unió Soviètica · Borís Spasski · Tigran Petrossian · Víktor Kortxnoi · Anatoli Kàrpov · Mikhaïl Tal · Vassili Smislov · Iefim Hèl·ler · Guennadi Kuzmín · Vladimir Tukmakov · Iuri Balaixov                                          | Iugoslàvia · Svetozar Gligorić · Borislav Ivkov · Ljubomir Ljubojević · Aleksandar Matanovic · Bruno Parma · Albin Planinc · Dragoljub Velimirovic · Milan Matulović · Enver Bukic · Dragoljub Minic                                      | Hongria · Lajos Portisch · László Szabó · István Bilek · Zoltán Ribli · István Csom · Gyozo Forintos · Andras Adorjan · Gyula Sax · Karol Honfi · Janos Tompa                                                          |
| 1977 | Unió Soviètica · Moscou | Unió Soviètica · Anatoli Kàrpov · Tigran Petrossian · Lev Polugaievski · Mikhaïl Tal · Iuri Balaixov · Iefim Hèl·ler · Oleg Romànixin · Vitali Tseixkovski · Iosif Dorfman · Ievgueni Svéixnikov                                     | Hongria · Lajos Portisch · Zoltán Ribli · Gyula Sax · István Csom · Andras Adorjan · Ivan Farago · Laszlo Vadasz · Laszlo Barczay · Peter Lukacs · Laszlo Hazai                                                                           | Iugoslàvia · Ljubomir Ljubojević · Svetozar Gligorić · Aleksandar Matanovic · Dragoljub Velimirovic · Bruno Parma · Borislav Ivkov · Enver Bukic · Krunoslav Hulak · Milorad Knezevic · Srdjan Marangunic              |
| 1980 | Suècia Skara            | Unió Soviètica · Anatoli Kàrpov · Mikhaïl Tal · Tigran Petrossian · Lev Polugaievski · Iefim Hèl·ler · Iuri Balaixov · Oleg Romànixin · Rafael Vaganian · Artur Iussúpov · Garri Kaspàrov                                            | Hongria · Lajos Portisch · Zoltán Ribli · Andras Adorjan · Gyula Sax · István Csom · Ivan Farago · Laszlo Vadasz · József Pintér · Peter Lukacs · Laszlo Hazai                                                                            | Anglaterra · Anthony Miles · Michael Stean · John Nunn · Jonathan Speelman · Raymond Keene · William Hartston · Jonathan Mestel · Robert Bellin · John Littlewood · Simon Webb                                         |
| 1983 | Bulgària Plòvdiv        | Unió Soviètica · Anatoli Kàrpov · Lev Polugaievski · Tigran Petrossian · Rafael Vaganian · Aleksandr Beliavski · Vladimir Tukmakov · Lev Psakhis · Oleg Romànixin · Artur Iussúpov · Iefim Hèl·ler                                   | Iugoslàvia · Ljubomir Ljubojević · Svetozar Gligorić · Predrag Nikolić · Vladimir Kovacevic · Bojan Kurajica · Krunoslav Hulak · Dusan Rajkovic · Bozidar Ivanović · Stefan Djuric · Mišo Cebalo                                          | Hongria · Lajos Portisch · Zoltán Ribli · Gyula Sax · József Pintér · Andras Adorjan · István Csom · Ivan Farago · Atilla Groszpeter · Atilla Schneider · Tamas Horvath                                                |
| 1989 | Israel · Haifa          | Unió Soviètica · Valery Salov · Aleksandr Beliavski · Rafael Vaganian · Mikhaïl Gurévitx · Borís Guélfand · Lev Polugaievski · Viacheslav Eingorn · Vladimir Tukmakov                                                                | Iugoslàvia · Ivan Sokolov · Krunoslav Hulak · Bogdan Lalić · Miodrag Todorcevic · Vladimir Kovacevic · Dragan Barlov · Ognjen Cvitan · Stefan Djuric                                                                                      | RFA · Robert Hubner · Vlastimil Hort · Eric Lobron · Stefan Kindermann · Matthias Wahls · Joerg Hickl · Klaus Bischoff · Stefan Mohr                                                                                   |
| 1992 | Hongria Debrecen        | Rússia · Garri Kaspàrov · Ievgueni Baréiev · Vladímir Kràmnik · Aleksei Dréiev · Aleksei Vijmanavin | Ucraïna · Vassil Ivantxuk · Aleksandr Beliavski · Oleg Romànixin · Viacheslav Eingorn · Igor Novikov | Anglaterra · Nigel Short · Jonathan Speelman · Michael Adams · John Nunn · Anthony Miles |
| 1997 | Croàcia · Pula          | Anglaterra · Nigel Short · Michael Adams · Jonathan Speelman · Matthew Sadler · Julian Hodgson | Rússia · Ievgueni Baréiev · Piotr Svídler · Vadim Zviàguintsev · Ígor Glek · Iuri Iàkovitx | Armènia · Vladímir Akopian · Rafael Vaganian · Sembat Lputian · Artaixès Minassian · Aixot Anastassian |
| 1999 | Geòrgia Batumi          | Armènia · Sembat Lputian · Artaixès Minassian · Aixot Anastassian · Levon Aronian · Arxak Petrossian | Hongria · Péter Lékó · Judit Polgár · Zoltán Almási · Aleksandr Txernín · József Pintér | Alemanya · Artur Iussúpov · Robert Hubner · Rustem Dautov · Christopher Lutz · Christian Gabriel |
| 2001 | Espanya León            | Països Baixos · Loek Van Wely · Jeroen Piket · Serguei Tiviàkov · Eric van den Doel · Friso Nijboer | França · Étienne Bacrot · Joël Lautier · Christian Bauer · Jean-Marc Degraeve · Laurent Fressinet | Alemanya · Christopher Lutz · Robert Hubner · Gerald Hertneck · Klaus Bischoff · Rainer Buhmann |
| 2003 | Bulgària Plòvdiv        | Rússia · Piotr Svídler · Ievgueni Baréiev · Aleksandr Grisxuk · Aleksandr Morozévitx · Aleksandr Khalifman | Israel · Borís Guélfand · Ilia Smirin · Emil Sutovsky · Borís Àvrukh · Michael Roiz | Geòrgia · Zurab Azmaiparaixvili · Baadur Jobava · Mikheil Mchedlishvili · Georgi Kacheishvili · Merab Gagunashvili |
| 2005 | Suècia Göteborg         | Països Baixos · Loek Van Wely · Ivan Sokolov · Serguei Tiviàkov · Jan Timman · Eric van den Doel | Israel · Borís Guélfand · Emil Sutovsky · Ilia Smirin · Borís Àvrukh · Sergey Erenburg | França · Étienne Bacrot · Joël Lautier · Iosif Dorfman · Laurent Fressinet · Christian Bauer |
| 2007 | Grècia · Creta          | Rússia · Piotr Svídler · Aleksandr Morozévitx · Aleksandr Grisxuk · Ievgueni Alekséiev · Dmitri Iakovenko | Armènia · Levon Aronian · Vladímir Akopian · Gabriel Sargissian · Karèn Asrian · Sembat Lputian | Azerbaidjan · Teimur Radjàbov · Vugar Gaixímov · Qadir Huseynov · Shahriyar Mammadyarov · Rauf Mammadov |
| 2009 | Sèrbia · Novi Sad       | Azerbaidjan · Teimur Radjàbov · Vugar Gaixímov · Qadir Huseynov · Shahriyar Mammadyarov · Rauf Mammadov | Rússia · Piotr Svídler · Aleksandr Morozévitx · Dmitri Iakovenko · Ievgueni Alekséiev · Ievgueni Tomaixevski | Ucraïna · Pàvel Eliànov · Andrei Volokitin · Zahar Efimenko · Yuri Drozdovskij · Iuri Krivorutxko |
| 2011 | Grècia · Porto Carras   | Alemanya · Arkadij Naiditsch · Georg Meier · Daniel Fridman · Jan Gustafsson · Rainer Buhmann | Azerbaidjan · Teimur Radjàbov · Vugar Gaixímov · Shahriyar Mammadyarov · Qadir Huseynov · Eltaj Safarli | Hongria · Péter Lékó · Zoltán Almási · Ferenc Berkes · Csaba Balogh · Zoltan Gyimesi |
| 2013 | Polònia Varsòvia        | Azerbaidjan · Xakhriar Mamediàrov · Teimur Radjàbov · Eltaj Safarli · Rauf Məmmədov · Qadir Huseynov | França · Etienne Bacrot · Maxime Vachier-Lagrave · Romain Edouard · Vladislav Tkachiev · Hicham Hamdouchi | Rússia · Aleksandr Grisxuk · Piotr Svídler · Dmitri Andreikin · Aleksandr Morozévitx · Ievgueni Tomaixevski |
| 2015 | Islàndia Reykjavík      | Rússia · Piotr Svídler · Aleksandr Grisxuk · Ievgueni Tomaixevski · Ian Nepómniasxi · Dmitri Iakovenko | Armènia · Levon Aronian · Gabriel Sargissian · Serguei Movsessian · Hrant Melkumian · Karèn H. Grigorian | Hongria · Péter Lékó · Richárd Rapport · Zoltán Almási · Ferenc Berkes · Csaba Balogh |
| 2017 | Creta                   | Azerbaidjan · Xakhriar Mamediàrov · Teimour Radjabov · Arkadij Naiditsch · Rauf Məmmədov · Qadir Huseynov | Rússia · Aleksandr Grisxuk · Ian Nepómniasxi · Nikita Vitiúgov · Maxim Matlakov · Daniil Dubov | Ucraïna · Pàvel Eliànov · Iuri Krivorutxko · Ruslan Ponomariov · Iuri Kuzúbov · Martyn Kravtsiv |
| 2019 | Batumi                  | Rússia · Dmitri Andreikin · Nikita Vitiúgov · Kirill Alekseenko · Maxim Matlakov · Daniil Dubov | Ucraïna · Vassil Ivantxuk · Iuri Kuzúbov · Andrei Volokitin · Oleksandr Moissèienko · Vladimir Onischuk | Anglaterra · Michael Adams · Luke McShane · David Howell · Gawain Jones · Nicholas Pert |
| 2021 | Catez                   | Ucraïna · Anton Korobov · Andrei Volokitin · Iuri Kuzúbov · Kirill Shevchenko · Volodymyr Onyshchuk | França · Alireza Firouzja · Maxime Vachier-Lagrave · Etienne Bacrot · Maxime Lagarde · Jules Moussard | Polònia · Jan-Krzysztof Duda · Radoslaw Wojtaszek · Kacper Piorun · Wojciech Moranda · Paweł Teclaf |

### Equips femenins
| Any  | Lloc                  | Or | Argent | Bronze |
| 1992 | Hongria Debrecen      | Ucraïna · Alissa Gal·liàmova · Marta Litinskaya · Irina Chelushkina                                                    | Geòrgia · Ketevan Arakhamia · Nino Gurieli · Ketino Kachiani                                                       | Azerbaidjan · Firuza Valikhanli · Ilaha Kadimova                                                                        |
| 1997 | Croàcia Pula          | Geòrgia · Maia Txiburdanidze · Nana Ioseliani · Ketevan Arakhamia                                                      | Romania · Corina Peptan · Cristina Foisor · Elena Cosma                                                            | Anglaterra · Susan Lalic · Harriet Hunt · Ruth Sheldon                                                                  |
| 1999 | Geòrgia Batumi        | Eslovàquia · Zuzana Hagarova · Regina Pokorna · Alena Bekiarisova                                                      | Iugoslàvia · Alisa Marić · Natasa Bojkovic · Maria Manakova                                                        | Romania · Corina Peptan · Szidonia Vajda · Elena Cosma                                                                  |
| 2001 | Espanya León          | França · Maria Nepeina-Leconte · Marie Sebag · Roza Lallemand                                                          | Moldàvia · Almira Skripchenko · Svetlana Petrenko                                                                  | Anglaterra · Harriet Hunt · Jovanka Houska · Susan Lalic                                                                |
| 2003 | Bulgària Plòvdiv      | Armènia · Elina Danielian · Lilit Mkertxian · Nelly Aginian                                                            | Hongria · Yelena Dembo · Szidonia Vajda · Anita Gara                                                               | Rússia · Alissa Gal·liàmova · Svetlana Matveeva · Aleksandra Kosteniuk                                                  |
| 2005 | Suècia Göteborg       | Polònia · Iweta Radziewicz · Monika Soćko · Jolanta Zawadzka · Joanna Dworakowska · Marta Zielinska                    | Geòrgia · Maia Txiburdanidze · Nino Khurtsidze · Maia Lomineishvili · Nana Dzagnidze · Ketevan Arakhamia           | Rússia · Aleksandra Kosteniuk · Nadejda Kossíntseva · Ekaterina Kovalévskaia · Tatiana Kossíntseva · Alissa Gal·liàmova |
| 2007 | Grècia · Creta        | Rússia · Aleksandra Kosteniuk · Tatiana Kossíntseva · Nadejda Kossíntseva · Ekaterina Kovalévskaia · Iekaterina Kórbut | Polònia · Monica Socko · Iweta Rajlich · Jolanta Zawadzka · Joanna Dworakowska · Marta Przezdziecka                | Armènia · Elina Danielian · Lilit Mkertxian · Nelly Aginian · Siranush Andriasian · Liana Aghabekian                    |
| 2009 | Sèrbia · Novi Sad     | Rússia · Aleksandra Kosteniuk · Tatiana Kossíntseva · Nadejda Kossíntseva · Marina Romanko · Valentina Gúnina          | Geòrgia · Nana Dzagnidze · Lela Javakhishvili · Sopiko Khukhashvili · Nino Khurtsidze · Bela Khotenashvili         | Ucraïna · Katerina Lahnó · Natàlia Júkova · Anna Uixénina · Inna Gaponenko · Natalia Zdebskaya                          |
| 2011 | Grècia · Porto Carras | Rússia · Nadejda Kossíntseva · Tatiana Kossíntseva · Valentina Gúnina · Aleksandra Kosteniuk · Natalija Pogonina       | Polònia · Monica Socko · Jolanta Zawadzka · Joanna Majdan-Gajewska · Karina Szczepkowska-Horowska · Katarzyna Toma | Geòrgia · Nana Dzagnidze · Lela Javakhishvili · Nazi Paikidze · Nino Khurtsidze · Salome Melia                          |
| 2013 | Polònia Varsòvia      | Ucraïna · Katerina Lahnó · Anna Uixénina · Maria Muzitxuk · Natàlia Júkova · Inna Gaponenko                            | Rússia · Valentina Gúnina · Aleksandra Kosteniuk · Natalija Pogonina · Olga Girya · Aleksandra Goriàtxkina         | Polònia · Monika Socko · Jolanta Zawadzka · Joanna Majdan-Gajewska · Iweta Rajlich · Karina Szczepkowska-Horowska       |
| 2015 | Islàndia Reykjavík    | Rússia · Aleksandra Kosteniuk · Katerina Lahnó · Valentina Gúnina · Aleksandra Goriàtxkina · Anastasia Bodnaruk        | Ucraïna · Maria Muzitxuk · Anna Muzitxuk · Natàlia Júkova · Anna Uixénina · Inna Gaponenko                         | Geòrgia · Nana Dzagnidze · Bela Khotenashvili · Lela Javakhishvili · Nino Batsiashvili · Meri Arabidze                  |
| 2017 | Creta                 | Rússia · Aleksandra Kosteniuk · Katerina Lahnò · Valentina Gunina · Olga Girya · Aleksandra Goriàtxkina ·              | Geòrgia · Nana Dzagnidze · Nino Batsiashvili · Bela Khotenashvili · Lela Javakhishvili · Salome Melia ·            | Ucraïna · Anna Muzitxuk · Natàlia Júkova · Anna Uixénina · Inna Gaponenko · Iulija Osmak ·                              |
| 2019 | Batumi                | Rússia · Aleksandra Goriàtxkina · Katerina Lahnò · Olga Girya · Valentina Gunina · Alina Kashlinskaya ·                | Geòrgia · Nana Dzagnidze · Lela Javakhishvili · Bela Khotenashvili · Meri Arabidze · Salome Melia ·                | Azerbaidjan · Gunay Mammadzada · Khanim Balajayeva · Ulviyya Fataliyeva · Gulnar Mammadova · Turkan Mamedjarova ·       |
| 2021 | Catez                 | Rússia · Aleksandra Goriàtxkina · Katerina Lahnò · Valentina Gunina · Polina Shuvalova · Alina Kashlinskaya ·          | Geòrgia · Nana Dzagnidze · Lela Javakhishvili · Meri Arabidze · Salome Melia · Sofio Gvetadze ·                    | Azerbaidjan · Gunay Mammadzada · Gulnar Mammadova · Khanim Balajayeva · Ulviyya Fataliyeva · Govhar Beydullayeva ·      |